# Championnat arabe des nations féminin de basket-ball
Le championnat arabe des nations féminin de basket-ball est une compétition de basket-ball qui réunit les équipes nationales féminines des pays arabes.
La première édition a eu lieu en Jordanie en 1983.
C'est l'Égypte qui totalise le plus grand nombre de titres, avec quatre victoires.

## Palmarès
| Édition | Dates                      | Pays organisateur | Vainqueur            | Finaliste           | Troisième |
| ------- | -------------------------- | ----------------- | -------------------- | ------------------- | --------- |
| 1       | 1983                       | Jordanie          | Irak                 | Somalie             | Liban     |
| 2       | Du 1er au 5 septembre 1987 | Égypte            | Algérie (63 paniers) | Égypte (52 paniers) | Palestine |
| 3       | Du 22 au 30 août 1989      | Syrie             | Tunisie              | Syrie               | Égypte    |
| 4       | 1992                       | Syrie             | Égypte               | Tunisie             | Syrie     |
| 5       | Du 2 au 12 novembre 1994   | Égypte            | Égypte               | Tunisie             | Algérie   |
| 6       | 1997                       | Liban             | Égypte               | Tunisie             | Liban     |
| 7       | 1999                       | Jordanie          | Tunisie              | Égypte              | Syrie     |
| 8       | 2000                       | Algérie           | Algérie              | Liban               | Égypte    |
| 9       | 2003                       | Jordanie          | Liban                | Tunisie             | Égypte    |
| 10      | 2011                       | Qatar             | Liban                | Égypte              | Jordanie  |
| 11      | 2017                       | Égypte            | Égypte               | Tunisie             | Jordanie  |
| 12      | 2023                       | Égypte            | Égypte               | Maroc               | Algérie   |

## Résultats détaillés

### 1994
La 5e édition du championnat arabe des nations de basket-ball s'est déroulée à Alexandrie en Égypte du 2 au 12 novembre 1994.
Quatre pays ont participé a ce tournoi sous formule de mini-championnat, où les 4 équipes s'affrontent à deux reprises.
Les matchs sont joués dans la salle couverte du stade d'Alexandrie.
Les résultats sont les suivants,,:
- Phase aller
  -  Tunisie 71-44  Syrie
  -  Égypte 83-63  Algérie
  -  Égypte 76-59  Syrie
  -  Tunisie 74-54  Algérie
  -  Égypte 82-74  Tunisie
  -  Syrie 45-40  Algérie
- Phase retour :
  -  Égypte 74-53  Algérie
  -  Tunisie 78-32  Syrie
  -  Tunisie 76-55  Algérie
  -  Égypte 83-61  Syrie
  -  Égypte 97-82  Tunisie
  -  Algérie 57-54  Syrie

Le classement final est le suivant :
| Rang | Équipe  | Pts | J | G | P | Pp  | Pc  | Diff |
| ---- | ------- | --- | - | - | - | --- | --- | ---- |
| 1    | Égypte  | 12  | 6 | 6 | 0 | 495 | 392 | 103  |
| 2    | Tunisie | 10  | 6 | 4 | 2 | 455 | 363 | 92   |
| 3    | Algérie | 7   | 6 | 1 | 6 | 321 | 406 | -85  |
| 4    | Syrie   | 7   | 6 | 1 | 6 | 295 | 405 | -110 |

- Distinctions :
  - Meilleure joueuse : Fatima Achour (Tunisie)
  - Coupe du fair-play :  Syrie

### 2023
La compétition se déroule en Égypte.
- Demi-finales : 
  -  Égypte 99-32  Koweït
  -  Maroc 78-67  Algérie
- Finale le 10 juillet 2023 :  Égypte 96-75  Maroc

## Bilan par pays
- Égypte : 4 titres (1992-1994-1997-2017)
- Tunisie : 2 titres (1989-1999)
- Algérie : 2 titres (1987 - 2000)
- Liban : 2 titres (2003 - 2011)
- Irak : 1 titre (1983)